# 舟木一夫
舟木一夫（本名，1944年12月12日—）出身於日本愛知縣一宮市的歌手、藝人、演員，是1960年代日本演藝圈代表性的人物之一，和同時期的偶像歌手橋幸夫、西鄉輝彥一起被合稱為「御三家」。
1963年的出道歌曲「高校三年生」(作曲者遠藤實也是曾翻唱為「榕樹下」等歌曲的「北國之春」的作曲者)在日本是跨越時代的名曲。初出道時以一身立領學生服和小虎牙的形象唱出以高校三年生為首的一系列校園歌謠，造成轟動，帶動了一股清新的音樂潮流，這個深植人心的形象堪稱是日本校園偶像的典範。

## 經歷
1963年以歌手的身分出道，1960年代人氣正旺時也演了不少電影、電視劇，出道第二年開始舞台劇的修行，舞台劇演員成為他演藝生命中值得一提的另外一個身分。

### 賭徒的父親和九人的母親
舟木一夫有個不太快樂的童年，曾在舞台劇「老爸的身後(おやじの背中)」中一人分飾兩角扮演父親和自己，描述自己些有許離奇的成長故事。父親曾經是個整天以賭為業的賭徒，後來改行經營當地劇場，又欠下大筆債務。父母在他六歲的時候就離異了，因為父親工作不穩定，有時被持槍的黑道追債，又不得不寄人籬下吃「醬油丼飯」。直到父親娶到「第九位母親」後，才真正體會到親情。這樣貧困又複雜的家庭狀況，在60年代是被隱藏在偶像的光環之後的。雖然家庭環境對他日後的發展種下陰影，但他也認為父親不穩定的謀生方式，讓他也很自然的投入不穩定的演藝生涯。

### 一鳴驚人的出道故事(1961~1963)
有志成為流行歌手的他，初中時開始拜師學歌唱，高中二年級時參加地方電視台的歌唱比賽，得到優勝。1961年夏天，就在歌唱比賽之後不久，真正成為歌手的機緣才降臨。某日陪一個失戀的同學一起去名古屋參加歌手松島アキラ的演唱會，坐在台前第二排。松島唱完暢銷曲「湖愁」，接著主持人問台下觀眾有誰想和歌手一起合唱這首歌。此時，一同前去的同學抓起舟木的手大喊，於是就被點上台高歌一曲。在場的雜誌記者因此發掘他，把他推薦給堀製作公司的社長堀威夫。於是得以前往東京，拜入作曲家遠藤實的門下，轉學到東京完成高中學業。
1963年4月高中畢業後，6月，便推出了這首由遠藤實作曲、丘灯至夫作詞的名曲「高校三年生」，爆炸性的銷量在不到一年之內已經超過百萬張，繼起的系列作也很暢銷，尤其是吸引了許多女學生的青睞。接著，參與演出的同名歌謠電影「高校三年生」、「學園廣場」等等都獲得成功。舟木一夫得到1963年第五屆日本唱片大獎新人獎，也從這一年開始了連續九年登上NHK年度盛事紅白歌唱大賽的舞台。

### 青春成長出抒情韻味
在校園青春歌曲之外，舟木的特色也逐漸開展，時代劇風格、民謠風格的歌曲中，他都能唱出特有的風味。最初志向於藍調(日文中"ブルース"不完全等同於英文中的blues)，反映在較婉轉惆悵的演唱表情中。之後發展出一系列具有文學氣息的抒情歌曲，在歌壇中頗為獨特，如由詩人詞家西條八十作詞的「絕唱」、「夕笛」，與取材自新詩的「初戀」。以「絕唱」這首歌曲得到第八屆日本唱片大獎的歌唱賞，在這一類型歌曲中作為集大成的一張專輯「その人は昔」，以一小時整演唱作家松山善三所作長篇抒情詩，在樂壇中前所未聞。後來該作品也拍成了同名偶像音樂電影。(這部作品後來也被漫畫家永安巧改編成漫畫。)

### 御三家歌謠與歌謠電影的全盛期(1963~1970)
當時十分流行被稱為「歌謠電影」的一種類型的電影，所謂的歌謠電影就是把歌星最受歡迎的歌曲的名字作電影的名字，多半由歌手主演，電影的故事情節也是根據歌曲內容設計的。舟木一夫大部分的暢銷歌曲都有搭配電影演出。除了歌手可以藉機促銷歌曲，電影環境遭遇瓶頸不得不縮減經費也是原因之一。歌謠電影大量生產，御三家為主的歌手們每年演出4、5部不為過。歌謠電影故事的特色，和流行歌曲滲透入家家戶戶一樣，劇情通常以庶民的生活為主，是一個大眾化的產物，在當時無法得到高評價。不過這類型的電影，不但反映了當時的平民生活，並且也和之後日本蓬勃發展的連續劇有很大的關連。
舟木主要是以日活電影公司純愛形象的青春愛情片為活躍的中心。到了後期的「絕唱」(1966年)「夕笛」(1967年)，已經不是典型的歌謠電影，歌唱的場面以非必須。舟木一夫主演的「絕唱」票房賣座，當年唱片大賞的呼聲很高很高，最後贏得「歌唱獎」，但他自己認為這個歌唱獎完全是拜電影所賜。值得一提的是，舟木一夫也是當時，除了美空雲雀以外少數參演過五大電影公司出品電影的藝人之一。(因為日本各大片廠受到叫做五社協定的制約，演員隸屬於電影公司，能演出的電影受到限制，但身為歌手的舟木則不在此限。)

### 唱片大賞的失利
舟木一夫在獲獎等方面幾經波折，錯失不少機會。1966年的「絕唱」儘管得唱片大賞的呼聲很高，然而最後大賞在眾人的詫異中由橋幸夫年底才發行的「霧冰」獲得。有傳言指出，橋幸夫所屬的唱片公司在評審過程中動了手腳，讓唱片大賞的聲譽受到影響。隔年，西條八十在「絕唱」之後再度為他作了「夕笛」一曲，也獲得好評。然而因為歌詞和另一首歌，由西條八十的朋友三木露風作的詞雷同，事實上西條已取得三木同意，卻仍引發盜作風波而影響了得獎的資格。
1967年，舟木從事務所獨立，開始嘗試創作，但由舟木自己作詞的歌曲「殘雪」反應不佳，在音樂節目上，由於歌詞的故事性他個人希望能唱完殘雪的三段歌詞，但製作單位的慣例是只能唱兩段，結果他拒絕上該節目。因為屢屢觸犯高層，在圈內也出現了傲氣凌人的惡評。
此時的舟木一夫也受到健康問題所苦，因為行程太密而不支病倒，幾次住院時，甚至遭到記者闖進病房拍攝，這種事情在過去歌星和聽眾保持一定距離時，是未曾有過的。

### 自殺未遂(1970~1973)
1960年代，是日本電影面臨盛極而衰的時期，電視做為媒介的時代來臨了，歌謠電影急速減產，進入1970年代後舟木一夫從大螢幕退身到舞台，仍然掌握了一定的觀眾。如，1973年自殺未遂事件後，大阪新歌舞伎座整個十二月行程空白，甚至只好向企業界促銷作為忘年會會場。也是此時因憂鬱(躁鬱)症的精神問題爆發，至少有三次自殺未遂登上了新聞版面。
1972年4月，舟木一夫表示「想休息，不想工作了」幾天後突然失蹤，後來被發現在血管中注射空氣企圖自殺。此事引發了騷動，結果無法參加當年的紅白歌唱大賽，成為御三家中第一個落選的，終止了舟木九年的連續出場紀錄。
1973年3月，宣布與一位曾是後援會成員的女性的婚約後，同年10月再次自殺，他在京都的某飯店客房浴室內，被發現以水果刀自殘，手腕和胸部等處傷痕累累，意識昏迷。後來被發現的遺書中寫著：「好像我的歌正要死去了。(自分の歌は死んでいるようだ。)」以及向未婚妻道歉的字句。住院一個月痊癒，靜養了10個月，隔年仍然依照婚約舉行了結婚儀式，然後在NHK的「記憶中的旋律」節目中復出。

### 沉寂與再起(1974~)
雖然有恩師的支持，自己也努力創作改變風格，在這之後卻是一段漫長的低潮。1980年代中，傳出為了幫前經紀人和意外死亡的親弟還債而賣掉了豪宅等等事件，走到人生的最低潮。本身的事務所關閉，有表演邀約時甚至只能自己提一個皮箱前往，但他一直沒有放棄歌手的身份。
跨入平成的1990年代，據說某天因為聽到就讀小學的兒子說：「我想要我自己的房間！」，於是答應新東家復出的邀請，重新出發。因為過於消瘦，為了重新扮演偶像時代的自己，特意增胖了六公斤。在三十週年的演唱會上，舟木一夫感受到觀眾熱情的支持，使他找到新的人生態度，自此又開啟了另一波事業高峰，成為中高年世代的偶像。
1992年的紅白歌唱大賽上，睽違二十年後的第十次紅白登台，重現了三十年前的名曲「高校三年生」。1997年，也是睽違多年地參加了NHK大河劇毛利元就的演出。1999年為中日龍隊演唱的加油歌「燃燒吧Dragons！'99」久違地再次進入了oricon排行榜前40名。然而，比起唱片銷售，成績更加出色的是每年積極舉辦多場次的舞台劇公演，及巡迴演唱會，得到熱烈的迴響。2001年，以身兼戲劇演員和歌手的身分，獲得第22回松尾藝能獎的大獎。
2001年當初在歌壇互相競逐的「御三家」三人，四十年後一起以「G3K」之名舉行一整年的日本全國巡迴演出，合唱單曲「小さな手紙」。當時、經典戲劇水戸黃門・第29部到第32部，由三人一起演唱主題曲「啊！人生有淚」。2002年的日本唱片大獎中，「御三家」三人一起獲頒功勞獎。
2007年，展開迎接出道45周年的演唱會，對自己的歌曲下了如此的註解：「不只是流行歌。不需要任何改變。保持這個樣子就好。(単なる流行歌でない。何も変える必要はない。これでいい)」不再掙脫過去的包袱，而是重新認同了當初學園歌曲的對於同一世代具有無可替代的價值。

## 軼事
據說原本預定的藝名是與「舟木一夫」同音的「舟木和夫」，在本人的意志下選定了前者。這個藝名曾經可能被原本也在遠藤實門下的橋幸夫所用，但是橋因為在古倫美亞的選秀會上落選了，而轉往吉田正門下，1960年岀道時選擇了與本名同音的藝名「橋幸夫」。

## 代表曲
- - 高校三年生 作詞：丘灯至夫（日语：丘灯至夫）／作曲：遠藤實 1963年6月
  - 修學旅行 作詞：丘灯至夫／作曲：遠藤実 1963年8月
  - 學園廣場 作詞：関沢新一／作曲：遠藤実 1963年10月
  - 朋友們 作詞：西澤爽／作曲：遠藤実 1963年11月
  - 啊！青春胸中的血液 作詞：西沢爽／作曲：遠藤実 1964年1月
  - 有你有我 作詞：丘灯至夫／作曲：遠藤実 1964年3月
  - 涙的敗戰投手 作詞：丘灯至夫／作曲：戶塚三博 1964年3月
  - 如花綻放的少女 作詞：西条八十／作曲：遠藤実 1964年9月
  - 北國街道 作詞：丘灯至夫／作曲：山路進一 1965年3月
  - 高原姑娘 作詞：関沢新一／作曲：松尾健司 1965年10月
  - 哀愁之夜 1966年2月
  - 絕唱 作詞：西条八十／作曲：市川昭介 1966年8月
  - 夕笛 作詞：西条八十／作曲：船村徹 昭和 1967年8月
  - 初戀 作詞：島崎藤村／作曲：若松甲 1971年9月
  - 請你別回頭 1999年1月
  - 燃燒吧Dragons！'99 1999年7月
  - 浮世浮沉(浮世まかせ)2002年5月

......等等

## 演出

### 電視
- NHK大河劇（NHK）
  - 「赤穗浪士」（1964年） - 矢頭右衛門七
  - 「源義經」（1966年） - 平敦盛
  - 「春之坂道」（1971年） - 德川忠長
  - 「毛利元就」（1997年） - 椋梨景勝（沼田小早川家臣）
- 水戶黃門（TBS/C.A.L.）
- 錢形平次（CX / 東映）

......等等

### 電影
| 片名                                                         | 發行時間   | 導演       | 共演                | 片廠 | 備註                            |
| ------------------------------------------------------------ | ---------- | ---------- | ------------------- | ---- | ------------------------------- |
| 高校三年生                                                   | 1963年11月 | 井上芳夫   | 姿美千子            | 大映 |                                 |
| 學園廣場 (学園広場)」                                        | 1963年12月 | 山崎德次郎 | 山內賢 松原智惠子   | 日活 |                                 |
| 巨人先生 勝利之旗 (ミスター・ジャイアンツ 勝利の旗)          | 1964年2月  | 佐伯幸三   |                     | 東寶 | 客串                            |
| 朋友們 (仲間たち)                                            | 1964年2月  | 柳瀬觀     | 濱田光夫 松原智惠子 | 日活 |                                 |
| 有你才有我 (君たちがいて僕がいた)                            | 1964年5月  | 鷹森立一   | 本間千代子          | 東映 | 主演                            |
| 啊！青春的胸中血 (あゝ青春の胸の血は)                        | 1964年7月  | 森永健次郎 | 山内賢 和泉雅子     | 日活 |                                 |
| 夢幻的在夏威夷的盆舞 (夢のハワイで盆踊り)                    | 1964年8月  | 鷹森立一   | 本間千代子 堺正章   | 東映 | 主演                            |
| 高校三年生續集 (続・高校三年)                                | 1964年9月  | 弓削太郎   | 姿美千子            | 大映 |                                 |
| 如花綻放的少女們 (花咲く乙女たち)                            | 1965年1月  | 柳瀬觀     | 山内賢 西尾三枝子   | 日活 |                                 |
| 北國的街道 (北国の街)                                        | 1965年3月  | 柳瀬觀     | 和泉雅子            | 日活 | 主演                            |
| 東京戀愛城 (東京は恋する)                                    | 1965年9月  | 柳瀬觀     | 伊藤琉璃子          | 日活 | 主演                            |
| 高原上的小姐 (高原のお嬢さん)                                | 1965年11月 | 柳瀬觀     | 和泉雅子            | 日活 | 主演                            |
| 哀愁的夜 (哀愁の夜)                                          | 1966年4月  | 西河克己   | 和泉雅子            | 日活 | 主演                            |
| 送別歌 (友を送る歌)                                          | 1966年6月  | 西河克己   | 和泉雅子            | 日活 | 主演                            |
| 絕唱                                                         | 1966年8月  | 西河克己   | 和泉雅子            | 日活 | 主演                            |
| 奔向太陽 (太陽に突っ走れ)                                    | 1966年9月  | 鷹森立一   | JJサニー千葉        | 東映 | 作曲家遠藤實自傳 客串，扮演自己 |
| 北國的旅情 (北国の旅情)                                      | 1967年1月  | 西河克己   | 十朱幸代            | 日活 | 主演                            |
| 一心太助‧江戶之子祭 (一心太助・江戸っ子祭り)                 | 1967年4月  | 山下耕作   | 富司純子            | 東映 | 主演 分飾一心太助和德川家光     |
| 那人已成追憶 (その人は昔)                                    | 1967年7月  | 松山善三   | 內藤洋子            | 東寶 | 主演                            |
| 夕笛                                                         | 1967年9月  | 西河克己   | 松原智惠子          | 日活 | 主演                            |
| 銭形平次                                                     | 1967年10月 | 山内鉄也   | 大川橋藏            | 東映 |                                 |
| 你是我的愛人 (君は恋人)                                      | 1967年11月 | 齋藤武市   | 濱田光夫 吉永小百合 | 日活 | 濱田光夫復出作 客串             |
| 只願你幸福 Sentimental Boy (君に幸福を センチメンタルボーイ) | 1967年12月 | 丸山誠治   | 内藤洋子            | 東寶 | 主演                            |
| 花樣戀人們 (花の戀人たち)                                    | 1968年1月  | 齋藤武市   | 吉永小百合          | 日活 | 日活青春明星集合演出            |
| 殘雪                                                         | 1968年3月  | 西河克己   | 松原智惠子          | 日活 | 主演                            |
| 青春之鐘 (青春の鐘)                                          | 1968年12月 | 鍛冶昇     | 松原智惠子          | 日活 | 主演                            |
| 永訣 (永訣 わかれ)                                           | 1969年2月  | 大庭秀雄   | 大空真弓            | 松竹 | 主演                            |
| 總要說再見 (いつか来るさよなら)                              | 1969年12月 | 川頭義郎   | 光本幸子            | 松竹 | 主演                            |
| 東京-巴黎 青春的條件 (東京―パリ、青春の条件)                 | 1970年     | 齋藤耕一   | 橋幸夫 西鄉輝彥     | 松竹 | 客串                            |
| 總長之首 (総長の首)                                          | 1979年     | 中島貞夫   | 菅原文太            | 東映 | 客串                            |
| 青春II                                                       | 1979年3月  | 小原宏裕   | 南条弘二            | ATG  |                                 |

## NHK紅白歌唱大賽登場紀錄
| 年度/放送回               | 回 | 曲目                             | 出演順 | 對戰相手      |
| ------------------------- | -- | -------------------------------- | ------ | ------------- |
| 1963年（昭和38年）/第14回 | 初 | 高校三年生                       | 19/25  | 三澤明美(1)   |
| 1964年（昭和39年）/第15回 | 2  | 右衛門七的襲擊（右衛門七討入り） | 18/25  | 倍賞千惠子(1) |
| 1965年（昭和40年）/第16回 | 3  | 高原上的小姐（高原のお嬢さん）   | 1/25   | 三澤明美(2)   |
| 1966年（昭和41年）/第17回 | 4  | 絶唱                             | 14/25  | 園真里(1)     |
| 1967年（昭和42年）/第18回 | 5  | 夕笛                             | 1/27   | 水前寺清子(1) |
| 1968年（昭和43年）/第19回 | 6  | 喧嘩鳶                           | 16/23  | 園真里(2)     |
| 1969年（昭和44年）/第20回 | 7  | 晚霞下的兩人（夕映えのふたり）   | 21/23  | 佐良直美(1)   |
| 1970年（昭和45年）/第21回 | 8  | 紫色戀人（紫の人）               | 19/24  | 石田步美(1)   |
| 1971年（昭和46年）/第22回 | 9  | 初戀                             | 9/25   | 藤圭子(1)     |
| 1992年（平成4年）/第43回  | 10 | 高校三年生                       | 7/28   | 伊東由佳里(1) |

## 後援会逃稅事件
2009年5月12日，舟木一夫的後援會所經營的公司「舟木一夫友音事務所」隱匿了從歌迷處募得的約1億6000萬日元，3年間逃稅了5000萬元，該公司及社長藤谷和子依法被告發。該公司主張募款並非營利所得，社長聲稱這筆款項是為了「以後萬一舟木先生看到演唱會台下觀眾席的空位會很難過。希望那時可以用來動員。」。然而2010年4月，該社長被判有罪，該公司需罰款1000萬元。舟木所屬事務所則聲明舟木本人和此事無關。

## 備註
1. ↑  區別往後演藝界陸續出現一代代的新御三家、新新御三家，這個組合也被稱為元祖御三家。
2. ↑  獲得1997年NHK票選 （页面存档备份，存于）第四名；入選為2007年日本文化廳 的存檔，存档日期2015-03-06.101首歌曲之一。
3. ↑  本文紀事亦參考了外部連結中「誰か昭和を想わざる 浮世船唄」及該網站的其他文字，作者宣告是根據1963年以來「朝日新聞東京版」的報導整理
4. ↑  歌詞出自日本著名詩人島崎藤村的詩集「若菜集」。頭一句『まだあげそめし前髪の』頗為人所知。
5. ↑  相關書籍：藤井淑禎 『御三家歌謡映画の黄金時代 橋・舟木・西郷の「青春」と「あの頃」の日本』 平凡社〈平凡社新書〉、2001年11月 - ISBN 4-582-85117-7
6. ↑  ゲンダイネット 舟木一夫「青春賛歌のウラ側で…」遠藤実（2） 的存檔，存档日期2007-09-27.
7. ↑  「舟木一夫後援会が脱税　カンパ金など約１億６０００万円所得隠し 的存檔，存档日期2009-05-15.」2009年5月12日。

## 外部連結
- 舟木一夫情報局（日語）(官方網站)
- 誰か昭和を想わざる　浮世舟唄（日語）
- 誰か昭和を想わざる　昭和歌手名鑑（日語）